# Почтарьов Артем Сергійович
Арте́м Сергі́йович Почтарьо́в (нар. 24 липня 1993 у м. Лисичанськ, Україна) — український бадмінтоніст, семиразовий чемпіон України, майстер спорту України міжнародного класу, учасник Олімпійських ігор 2016. Брат чемпіона України 2013 року в парному розряді Євгена Почтарьова.

## Досягнення

### Виступи на Олімпіадах
| Олімпіада | Дисципліна       | Місце           |
| --------- | ---------------- | --------------- |
| Ріо 2016  | одиночний розряд | груповий турнір |

### Чемпіонат України
Чемпіони України
Чоловіки. Одиночний розряд
- 2017—2019 — Почтарьов Артем (Харків)

Чоловіки. Парний розряд
- 2015 — Натаров Геннадій — Почтарьов Артем (Харків)
- 2017 — Натаров Геннадій — Почтарьов Артем (Харків)
- 2018 — Атращенков Валерій — Почтарьов Артем (Харків)
- 2019 — Атращенков Валерій — Почтарьов Артем (Харків)

### BWF International Challenge/Series
Чоловіки. Одиночний розряд
| Рік  | Змагання             | Суперник         | Рахунок |
| ---- | -------------------- | ---------------- | ------- |
| 2014 | Hatzor International | Благовест Кісьов | -       |

Чоловіки. Парний розряд з Геннадієм Натаровим
| Рік  | Змагання             | Суперник                        | Рахунок            |
| ---- | -------------------- | ------------------------------- | ------------------ |
| 2014 | Hatzor International | Александр Басс Ліор Кройтер     | 11-5, 11-10, 11-10 |
| 2014 | Харків Інтернешнл    | Віталій Конов Дмитро Завадський | 11-6, 11-8, 11-9   |

Змішаний розряд з Оленою Прус
| Рік  | Змагання          | Суперник                           | Рахунок                  |
| ---- | ----------------- | ---------------------------------- | ------------------------ |
| 2014 | Харків Інтернешнл | Валерій Атращенков Єлизавета Жарка | 10-11, 11-7, 11-10, 11-6 |

     турнір BWF International Challenge
     турнір BWF International Series
     турнір BWF Future Series